# Helen Hobbs
Helen Hobbs é uma médica estadunidense. É professora da University of Texas Southwestern Medical Center, e pesquisadora do Instituto Médico Howard Hughes.
Recebeu o Breakthrough Prize in Life Sciences de 2016.